# Lago Manapouri
El lago Manapouri (en inglés: Manapouri Lake) se encuentra en la Isla Sur de Nueva Zelanda. El lago está situado en el Parque Nacional de Fiordland y la región más amplia de Te Wahipounamu, espacio declarado Patrimonio de la Humanidad por la Unesco.
Según la leyenda maorí el lago Manapouri fue creado por las lágrimas de dos hermanas, Moturua y Koronae, que eran hijas de un viejo jefe de la región. El lago Manapouri fue formado, según los científicos, por glaciares durante la última parte del Holoceno. El lago es el segundo más profundo de Nueva Zelanda ya que mide 444 metros de profundidad. El Manapouri está a 178 metros sobre el nivel del mar, sin embargo debido a los glaciares, el lago Manapouri se ha cortado profundamente en el suelo y la parte inferior del lago se encuentra a 267 metros bajo el nivel del mar.